# Get Medieval
Get Medieval es un juego de acción desarrollado y publicado por Monolith Productions para Windows en 1998. Es un juego de disparos en el que el jugador puede controlar uno de los cuatro personajes en una mazmorra. Get Medieval gameplay es similar al juego de arcade de 1985 de Atari Gauntlet.

## Jugabilidad
Se puede jugar en tres modos (Dragon Quest, Random Dungeon, Custom Dungeon) y en cuatro niveles de dificultad. Los cuatro personajes del juego: Archer (Eryc), The Barbarian (Zared), The Sorceress (Levina) y The Avenger (Kellina), Difieren solo en velocidad y fuerza. El personaje más lento (Zared) es el más fuerte, el más rápido (Eryc) el más débil. Los jugadores pueden encontrar mejoras de Ataque y Defensa, perdiéndolas una vez que mueren sus personajes. Además existen hechizos que generan beneficios al personaje o maldiciones que pueden ser tomadas al encontrarte con la Bruja al abrir un cofre o avanzar por la mazmorra. Existe también un ladrón vestido de negro con gran velocidad que al tocar tu personaje te quita el aumento de arma o armadura de manera aleatoria. En el modo multijugador, el juego se puede jugar a través de hotseat o red.
El Dragon Quest viene con 40 niveles distintos donde cada 5 niveles cambiará los colores de la mazmorra y en este nivel (5, 10, 15.. etc), se luchará contra un Jefe Principal de gran tamaño que aumentará de dificultad a medida que se avance en la caza del Dragón.
Este juego viene con un editor mundial llamado 'GMedit' (o 'WapWorld'), que permite a los jugadores crear niveles personalizados. Los usuarios pueden hacer todo lo que Monolith Games hizo en sus niveles, pero no les da un control total sobre el nivel. Los niveles personalizados solo pueden contener un máximo de cinco tipos de enemigos y sus generaciones en una mazmorra específica

## Argumento
El padre de la guerrera Kellina fue asesinado por un dragón gigante que aterroriza al reino y habita en una mazmorra protegida por sus secuaces. Kellina y sus amigas se embarcan en una búsqueda para matar al dragón.